# Nanjian
Nanjian är ett autonomt härad för yifolket i den autonoma prefekturen Dali i Yunnan-provinsen i sydvästra Kina. 